# Pseudopanurgus aestivalis
Pseudopanurgus aestivalis is een vliesvleugelig insect uit de familie Andrenidae. De wetenschappelijke naam van de soort is voor het eerst geldig gepubliceerd in 1882 door Provancher.